# Elbit Systems
Az Elbit Systems egy izraeli hadipari és elektronikai termékeket fejlesztő és gyártó vállalat. A Haifában székelő vállalat az árbevétele alapján 2021-ben a világ 31. legnagyobb hadiipari vállalata volt.
A cég a Magyar Honvédség egyik jelentős beszállítója felderítő drónok és infokommunikációs rendszer terén.

## Termékportfólió napjainkban
A cég termékkínálata rendkívül szerteágazó, így az alábbiakban csak néhány kerül közülük röviden bemutatásra:
- ATMOS - teherautó-alvázra épített 155 mm-es önjáró löveg
- C-MUSIC / J-MUSIC - önvédelmi rendszer repülőgépek számára DIRCM rendszerrel és zavarótöltet szórókkal felszerelve
- Crossbow - automata 120 mm-es aknavető
- E-LynX - szoftver alapú hangot, képet, adatot is továbbítani képes digitális rádiócsalád, amelyet Magyar Honvédség is rendszeresített
- Hermes 45 - felderítő drón (UAV)
- Hermes 900 - 1180-1600 kg max. felszálló tömegű MALE kategóriájú felderítő és harci drón (UAV)
- Hermes 650 Spark - 650 kg max. felszálló tömegű  felderítő és harci drón (UAV)
- Hermes 450 - 550 kg max. felszálló tömegű  felderítő és harci drón (UAV)
- JHMCS II - sisakcélzó rendszer
- Lizard -  kombinált GPS/INS és lézervezérlésű (SAL) bomba irányító készlet, lényegében az amerikai Paveway IV rendszer izraeli megfelelője
- MPR 500, MPR 1000 és MPR 2000 - szabadesésű bombák, az amerikai Mk 82, Mk 83 és Mk 84 légi bombák izraeli megfelelői
- PULS - tüzérségi rakétarendszer
- Rampage - légi indítású ballisztikus rakéta (ALBM)
- REST - GPS/INS vezérlésű bomba irányító készlet, lényegében az amerikai JDAM rendszer izraeli megfelelője
- Skylark -  felderítő dróncsalád (UAV). A Skylark I-LEX és a Skylark 3 felderítő drónokat a Magyar Honvédség is rendszeresítette.

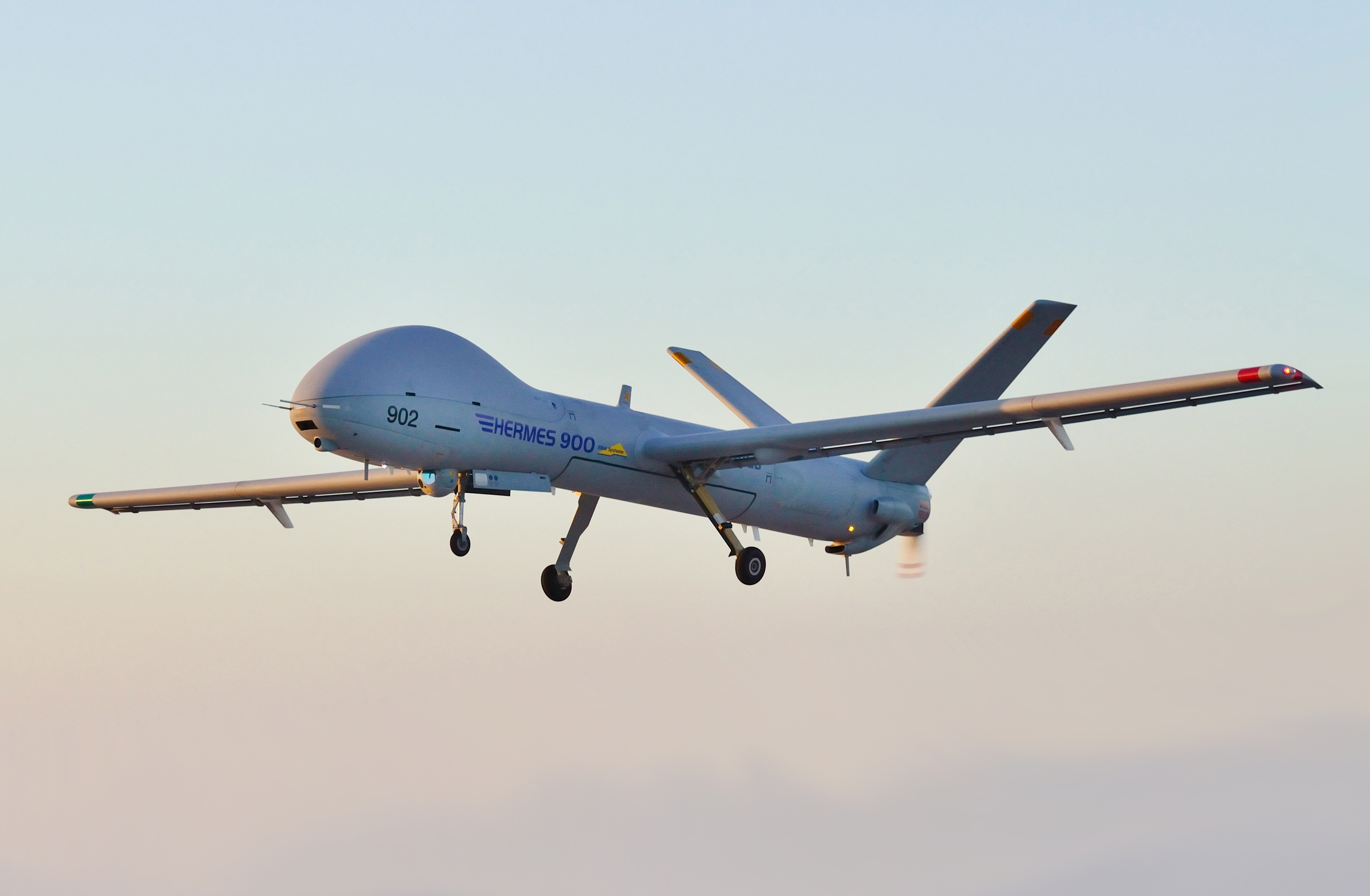
Hermes 900
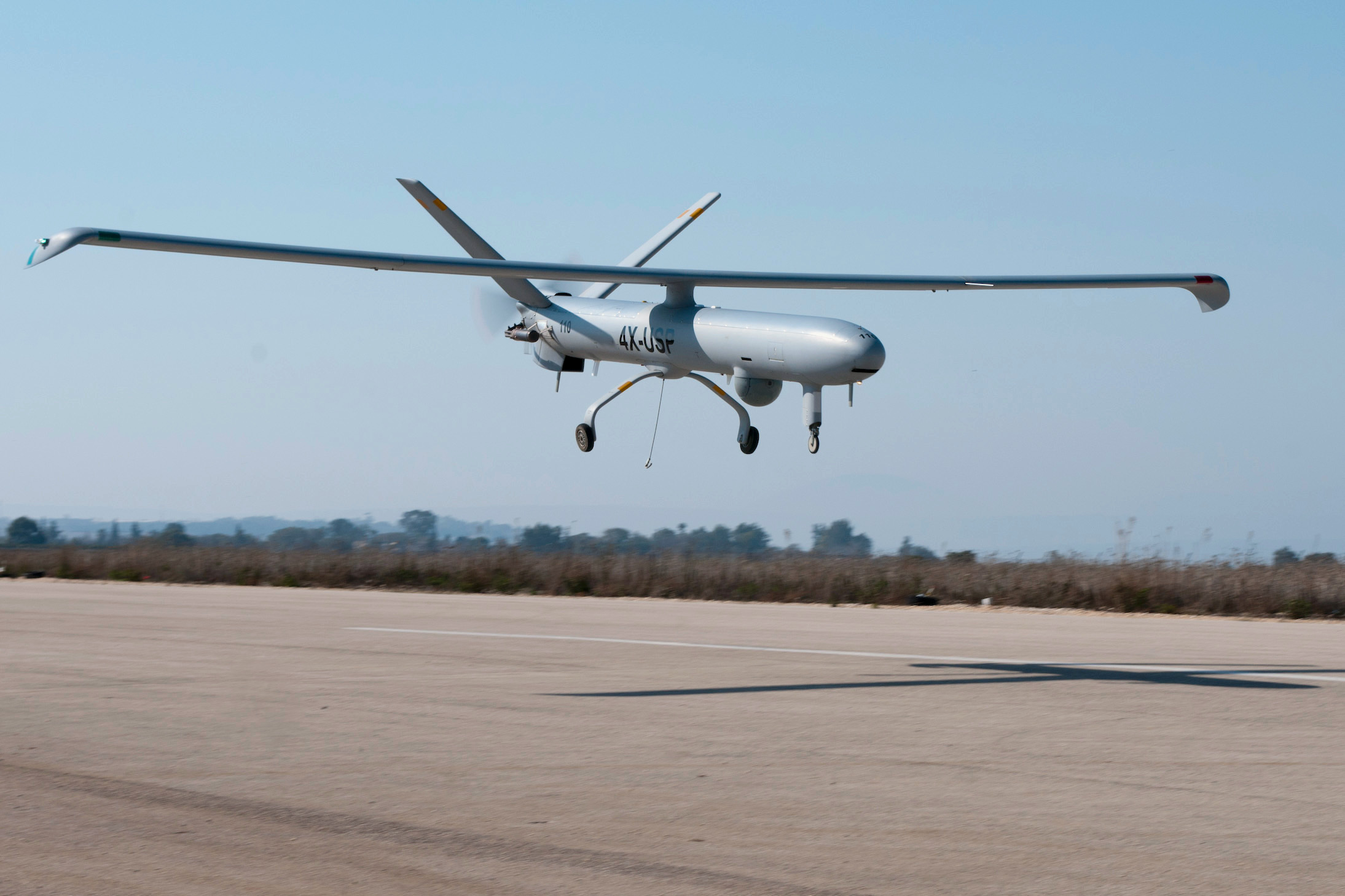
Hermes 450 landolás közben
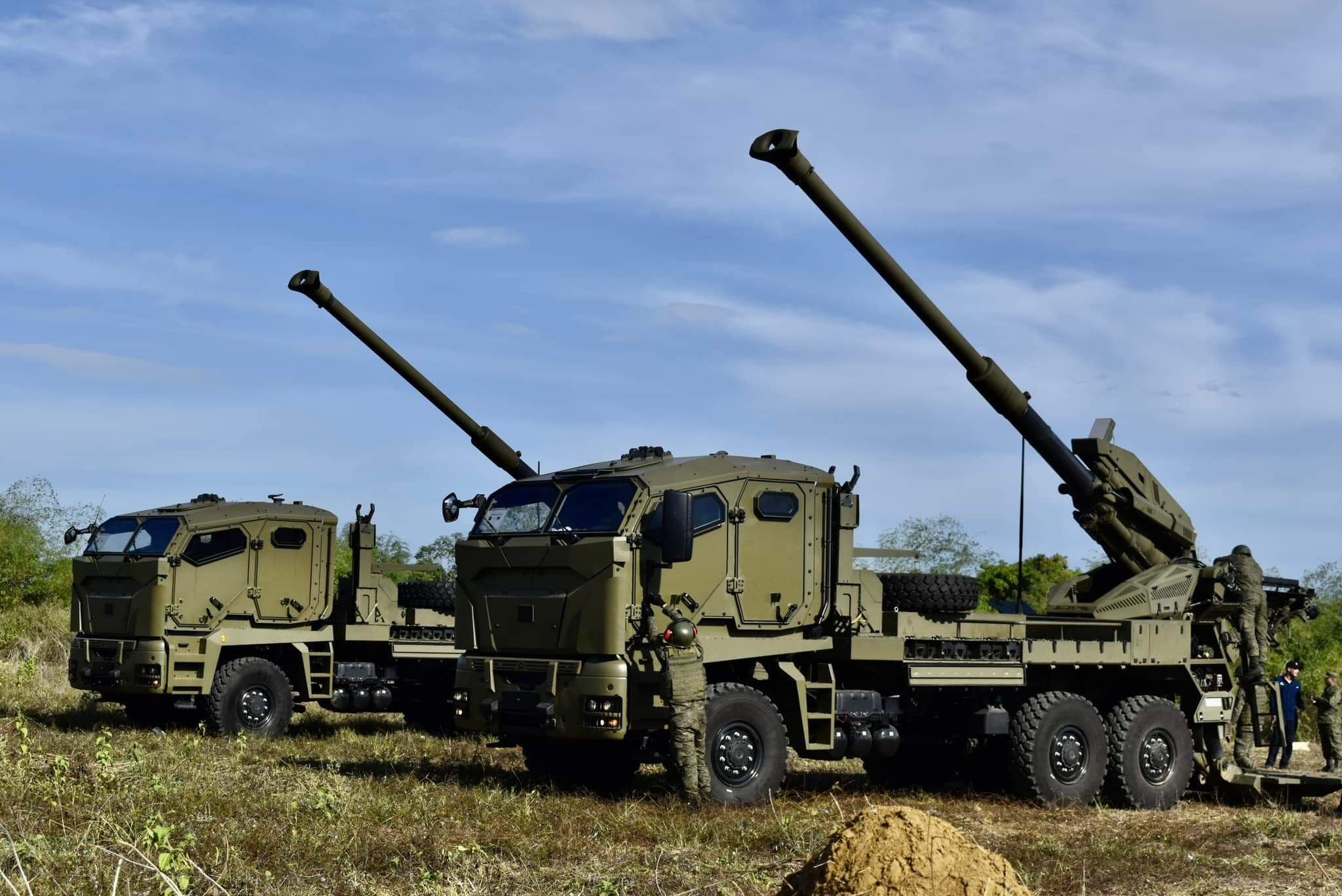
ATMOS önjáró löveg
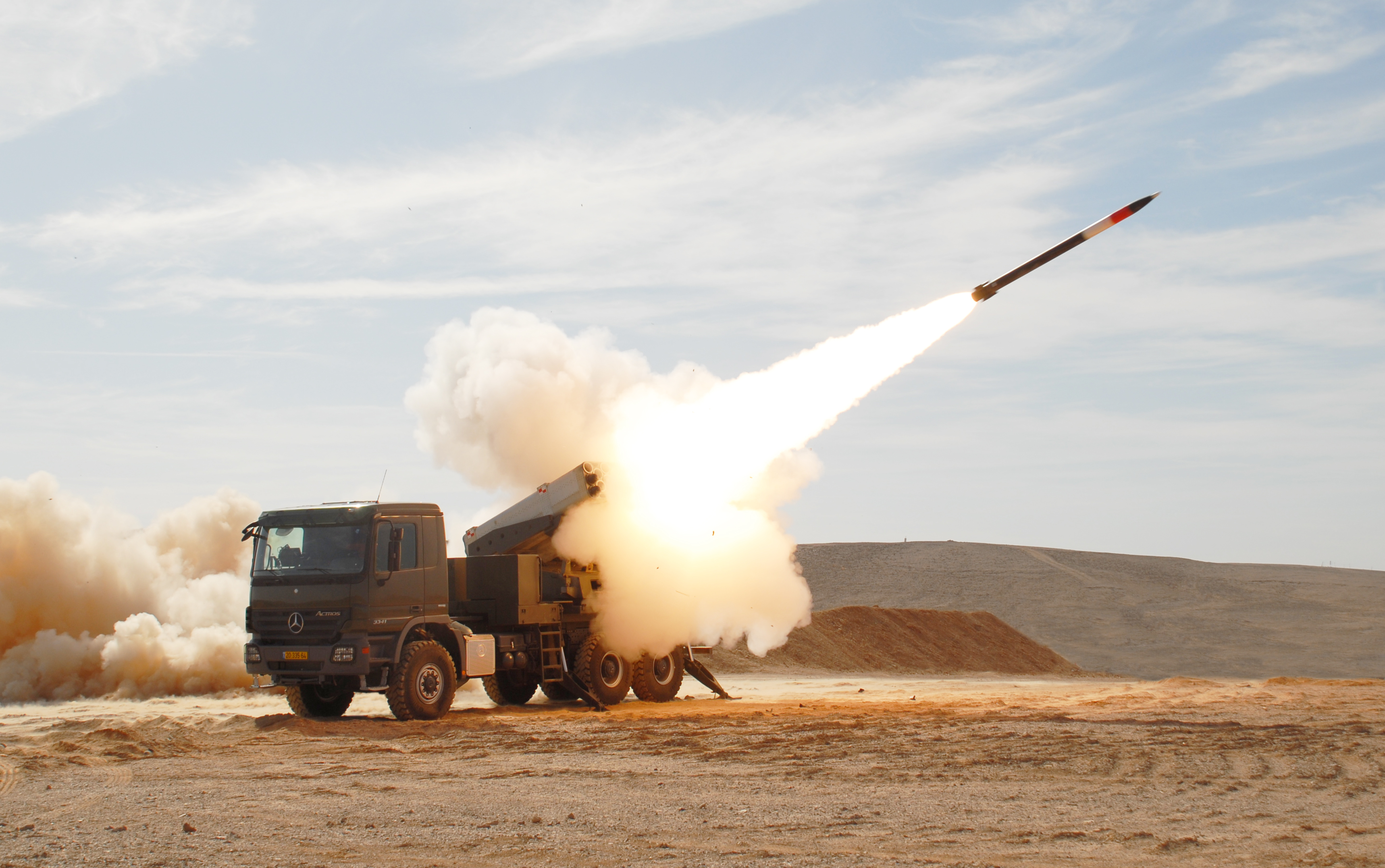
PULS tüzérségi rakétarendszer
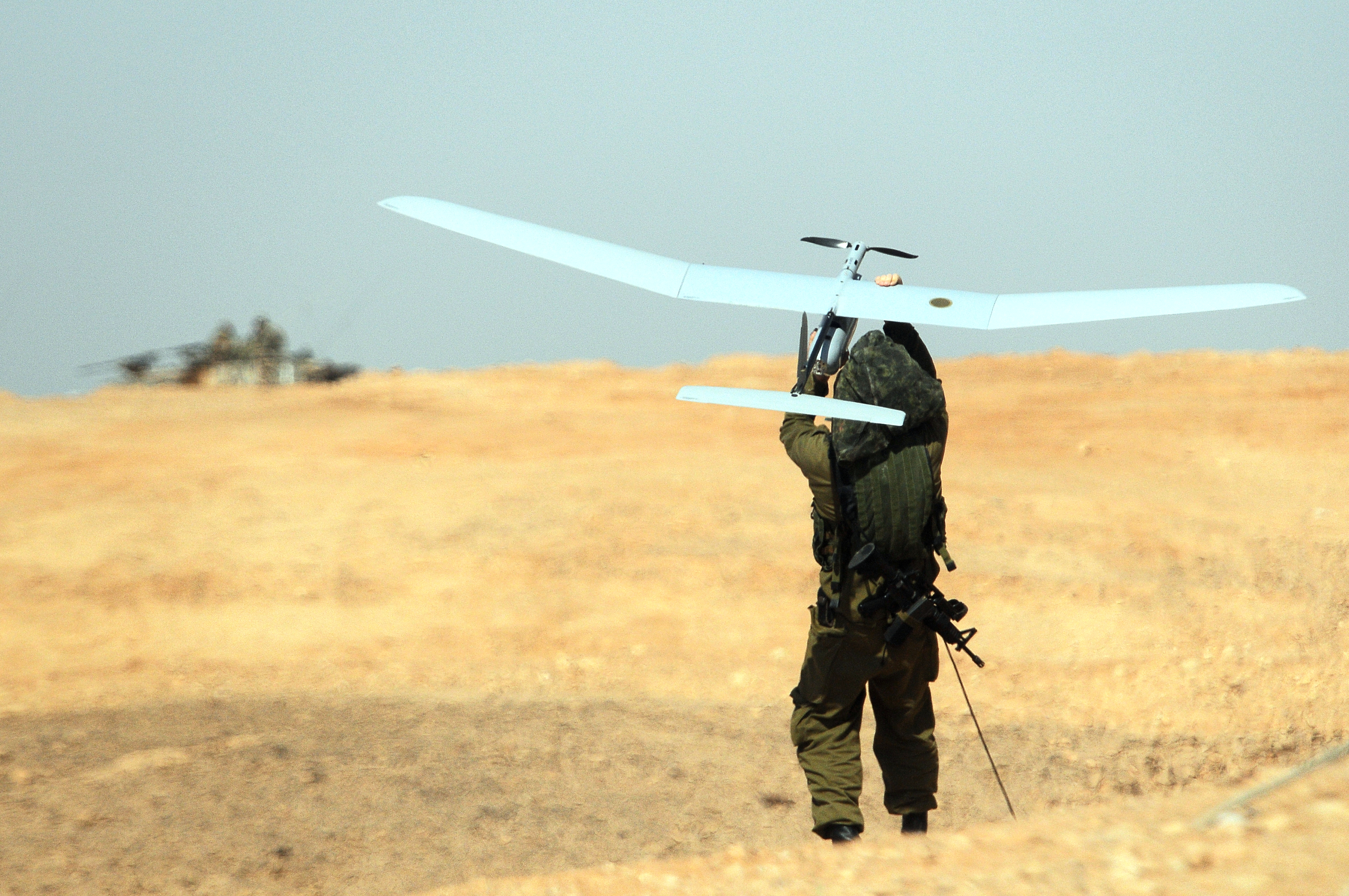
Skylark indítása
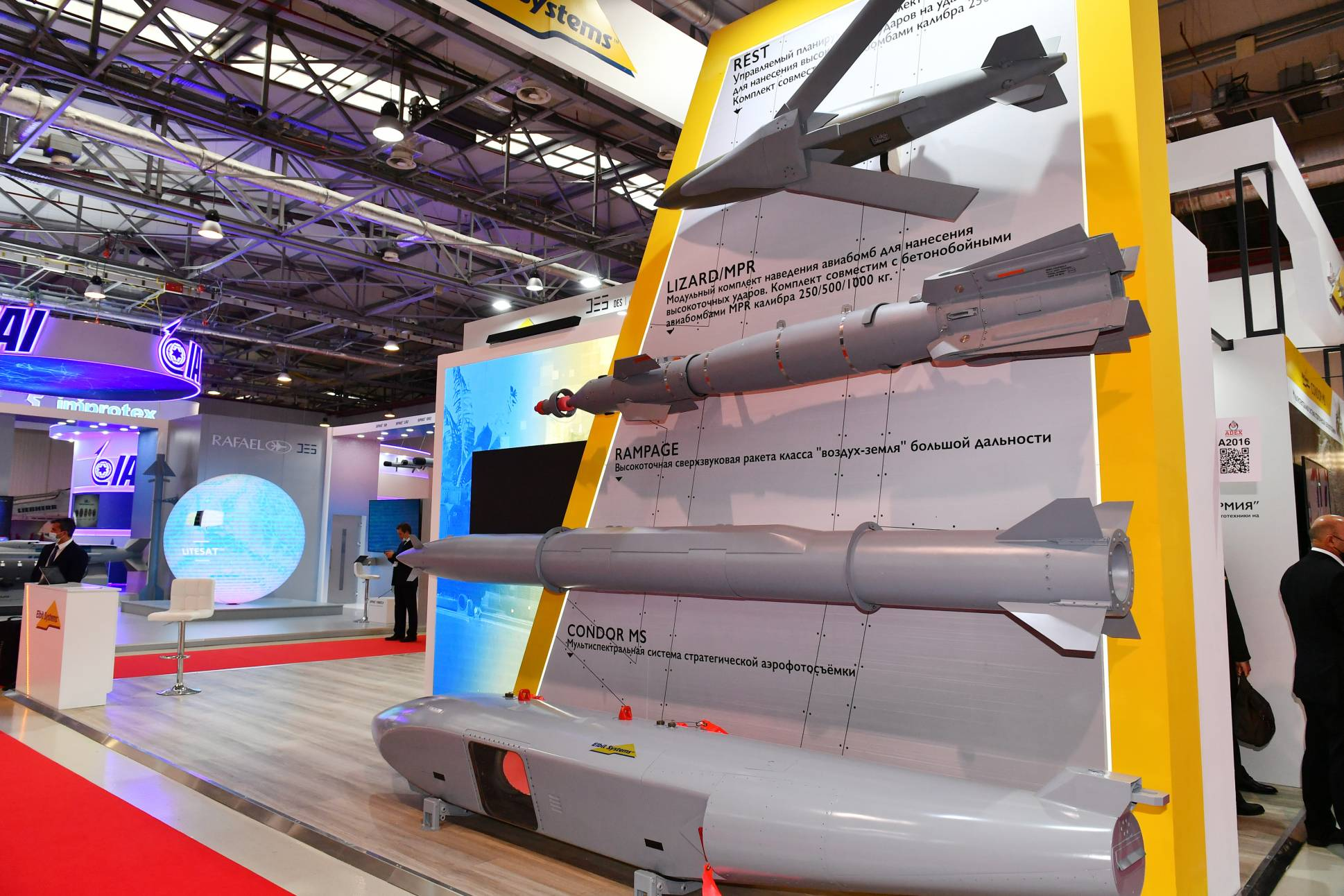
Az Elbit légi indítású fegyverei - fentről lefelé: REST, Lizard és Rampage
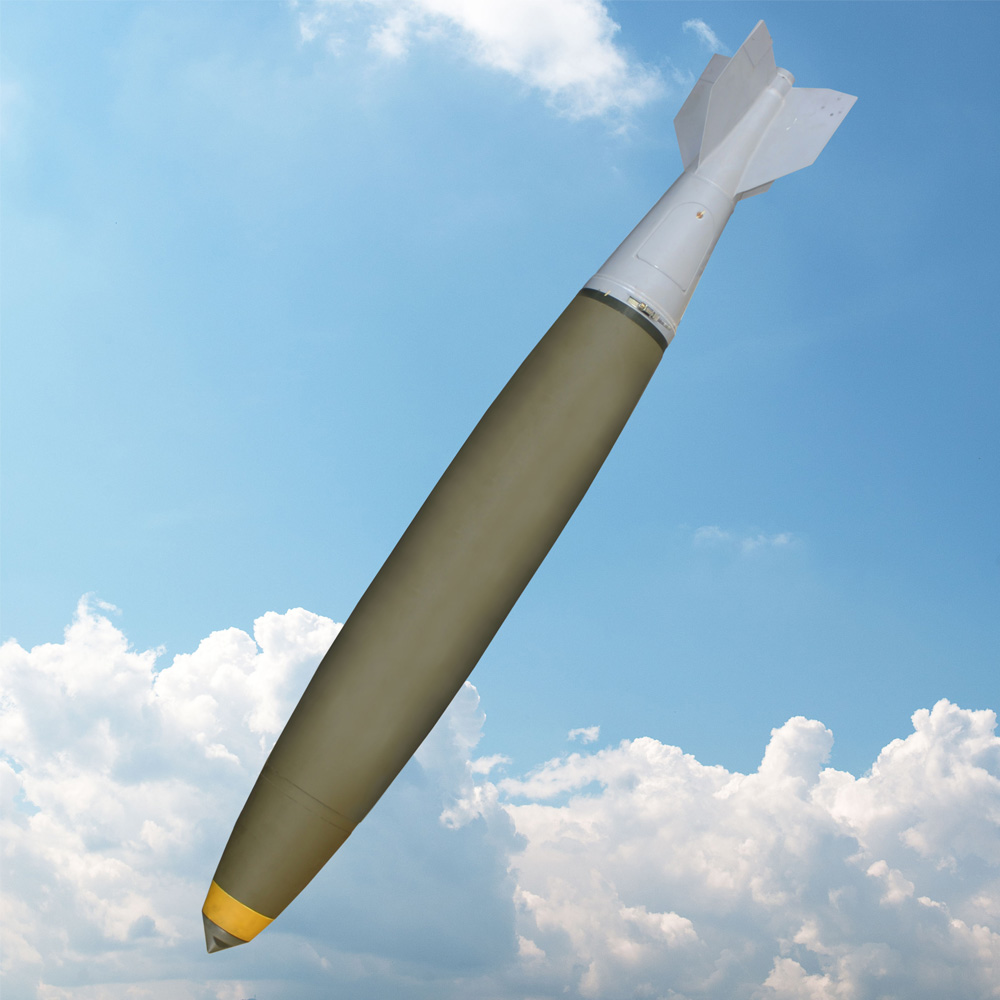
MPR 500 légi bomba